# Heteropoda maxima
A Heteropoda maxima a pókszabásúak (Arachnida) osztályának pókok (Araneae) rendjébe, ezen belül a vadászpókok (Sparassidae) családjába tartozó faj.

## Előfordulása
A Heteropoda maxima előfordulási területe Laosz barlangjai. Csak 2001-ben fedezték fel. A kutatók feltételezése szerint, habár a pók színe halvány, lábai hosszúak és a hím második lábpárján speciális érzékelőszőrök vannak, mivel a szemei nincsenek elcsökevényesedve, a pók nem mély barlanglakó hanem inkább a barlangok bejáratánál él.

## Megjelenése
A 30 centiméteres lábfesztávolságával, a világ egyik legnagyobb pókfaja. Az állat színezete sárgásbarna, a potrohán rendezetlen sötét pontokkal. A lábait széles, sötét sávok díszítik. Mint családjának összes tagjánál, ennél a pókfajnál is a lábak a testhez képest nagyon hosszúak, továbbá rákszerű tartást tanúsítanak.

## Életmódja
Zsákmányára aktívan vadászik, azaz nem sző hálót. Mérete ellenére gyorsan mozog.

## Fordítás
- Ez a szócikk részben vagy egészben  a   Giant huntsman spider című angol Wikipédia-szócikk ezen változatának fordításán alapul.  Az eredeti cikk szerkesztőit annak laptörténete sorolja fel. Ez a jelzés csupán a megfogalmazás eredetét és a szerzői jogokat jelzi, nem szolgál a cikkben szereplő információk forrásmegjelöléseként.